# 香港小童群益會

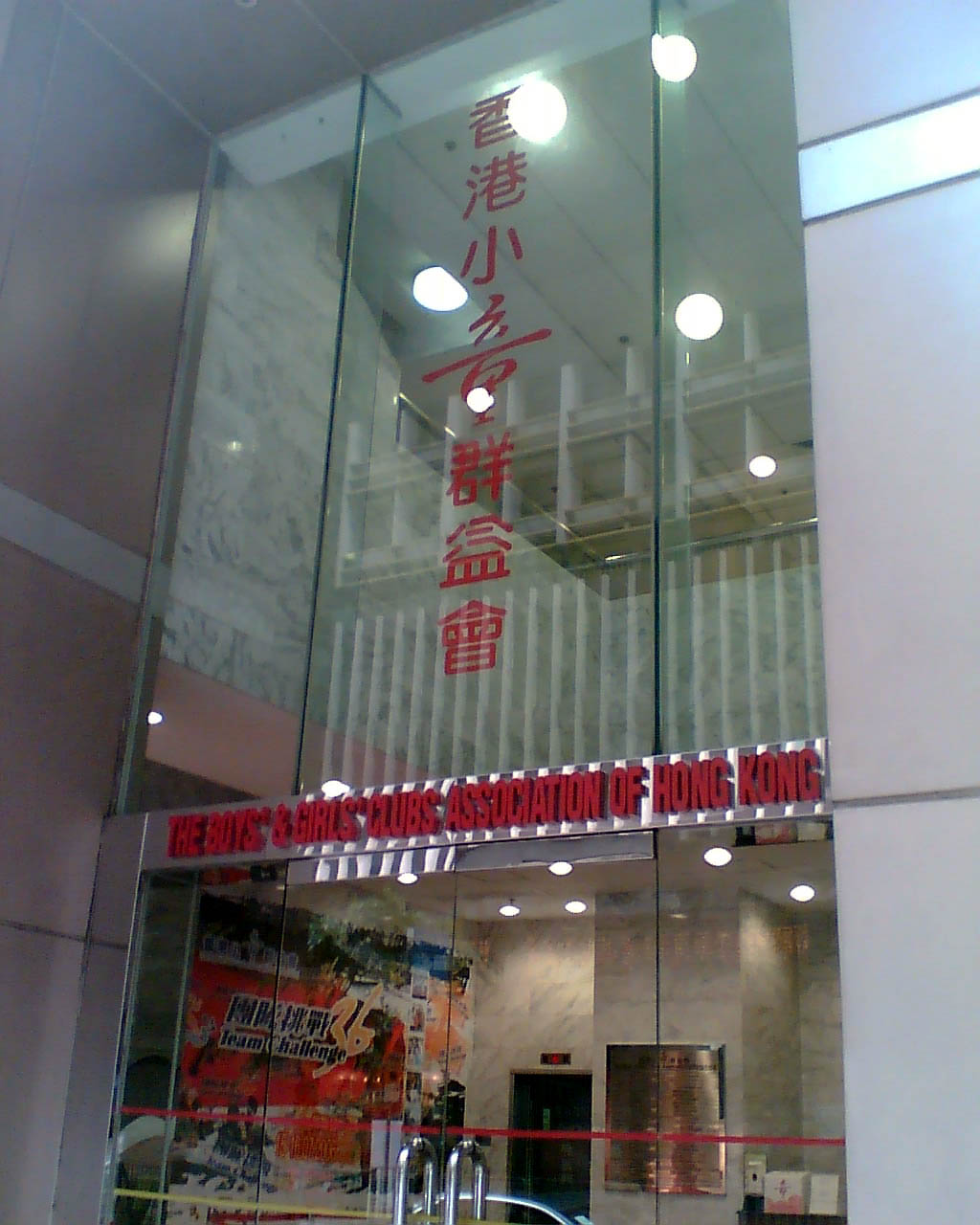
香港小童群益會總部

香港小童群益會（英語：The Boys' and Girls' Clubs Association of Hong Kong，BGCA）成立於1936年，二次大戰後重組，1951年7月27日正式登記為註冊團體。目前是香港最具規模的非牟利青年工作機構之一。
香港小童群益會主要的宗旨是關注兒童青少年身心均衡發展，培育兒童青少年成為良好的公民、促進家長對兒童青少年的關注加強家庭的功能及與服務對象社會人士爭取應有的權利和福利。香港小童群益會經費主要來自政府津貼、香港賽馬會捐助、信託基金、會員繳費及個人捐助等。總部位於香港灣仔駱克道3號。

## 歷史
戰前
1935年一些華籍及歐籍警員、兒童法庭法官（如施玉麒牧師等）和一些社會熱心人士，招收了一群「街童」，成立了香港第一個男童會。1936年香港小童群益會正式成立，由香港聖公會何明華會督及羅旭龢爵士分任正、副主席，當時名為香港貧兒會所，在般含道及醫院道各設有一間會所。1938年更名為香港男女兒童會所總會，分有男童會、女童會及兒童會，會所數目增至9間。
戰後初期
香港淪陷期間全部會所停止活動，直到1946年才恢復會務，設有6間會所。二戰和平後的香港，社會情況和二戰前沒有多大分別，香港小童群益會服務主要以實物救濟形式為主，為兒童提供衣、食、住方面的照顧。而當時貧童普遍存在失的情況，香港小童群益會教授他們「讀、寫、算」和一些基本謀生技能，如織籐籃、縫紉等，協助他們解決基本生活問題。1949年會所數目增至30間。
1950年代
50年代初難民潮湧現，香港小童群益會加強物質上的援助工作。1950年在灣仔修頓國殤大廈設立總部。翌年正式登記成為法定社團。1955年於最早期的公營屋邨（七層徙置大廈）設立天台兒童會，為兒童提供基本教育，以補當時正式教育的不足。翌年更與香港電台合作製作兒童廣播節目。1958年開始在公園及遊樂場開設兒童圖書館，第一間在石硤尾徙置區開設，翌年再於維多利亞公園及英皇佐治五世公園設立。1959年1月29日，位於灣仔駱克道的前總部大廈由港督柏立基爵士主持揭幕。
1960年代
香港社會經濟迅速發展，提高市民的生活水平，物質救援工作遂漸減少，食糧援助亦於1967年於止。除為兒童提供基本教育外，更著重課餘活動，康樂輔導的發展。1964年與香港青年協會借用官立小學校舍合辦暑期康樂中心。1966年開始舉辦全港性的暑期活動。1969年在華富邨開辦第一個兒童中心。同年嘗試推行「游離工作」為有越軌傾向的青少年提供輔導服務。
1970年代
70年代初期，政府全面推行普及教育及公共援助計劃，已毋須提供基本教育的及物質救援工作，開始著意於趨向多樣化和專業化的發展，以應付日益複雜的兒童及青少年問題。1973年政府實施「少年輔導計劃」，香港小童群益會同時於5間小學內嘗試推行學校社會工作服務。1977年「少年輔導計劃」，擴展至中學。1979年國際兒童年，以「今天培育我兒童，明天生活更美好」為主題，策劃及推行一系列的工作和活動，喚起社會人士對兒童的關注。同年，依據政府發表之「進入80年代的社會福利」白皮書，正式推行青少年個人輔導社會工作服務，包括外展社會工作、學校社會工作和家庭生活教育。
1980年代
1984年鑑於當時雙職家庭日增，家長難於照顧年幼子女，推行試驗性的「課餘託管服務」計劃，並於兩年後正式開辦有關服務。1985年白普理營正式投入服務。1989年輔導中心正式成立，為兒童及青少年提供輔導服務。
1990年代
1991年開辦「童心線」全港首項兒童熱線電話服務，服務對象為小四至中一的同學提供一個抒發情懷和傾訴的機會。1992年香港小童群益會位於灣仔駱克道的總部大廈拆卸重建。1994年初開辦一項新服務－兒童之家，為有需要的兒童及青少年提供住宿及輔導服務。1994年中新總部大廈落成啟用，除香港小童群益會總部的辦公室及服務單位外，新總部大廈更設有禮堂、演講廳及多間活動室供外間團體租用。1995年中首間幼兒園 – 樂緻幼兒園(灣仔)於新總部大廈內投入服務及於長沙灣設立首間青少年綜合服務中心。1996年與香港理工大學應用社會科學系合辦「陽光孩子發展計劃」，服務0至6歲幼兒、其家長及老師。同期亦開始發展「歷奇為本輔導」系列活動，以拓展服務對象的生活經驗及解決問題的能力。1997年開展第一階段的「服務質素管理計劃」，強調以服務對象為本的精神，提供優質服務。1998年獲香港賽馬會慈善信託基金及優質教育基金的資助，開展「手作仔同盟 - 青少年就業支援計劃」及歷奇輔導資源及發展中心。1999年與警區合辦「青鋒網計劃」，為干犯輕微罪行而需接受警司警誡的青少年提供輔導及支援服務。
2000年代
2000年 以「童真童心創世紀、群策群力展未來」為主題，策劃一連串活動，如兩屆兒童發展論壇及童真童心嘉年華等。2001年獲禁毒處撥款開辦預防青少年濫用藥物計劃：「摯友同行計劃」及「追日行動」。亦獲優質教育基金撥款，與教育專業人員協會合辦的「校園危機支援計劃」。2002年倡議「兒童為本」社會政策，於各區服務單位設立兒童諮議員制度，讓成年人重視兒童的聲音。同年亦開展內地山區助學工程，落實於廣西省馬山縣復修大龍群益利昌小學。2003年服務重組有3所青少年綜合服務中心分別與社會福利署及2個機構結為策略聯盟，亦參與綜合家庭服務中心試驗計劃。03年新學年開始，為24所小學提供「小學全方位學生輔導服務」駐校社會工作服務；並參與教育署試驗的「成長的天空 - 小學生成長輔助計劃」。「知識管理」系統正式成立，加強同工在專業知識和工作經驗的交流、切磋和建立。

### 歷任委員
| 歷任會長 - 1936-1962：何明華 會督 - 1962-1966：蔣法賢 醫生 - 1966-1968：李福逑 先生 - 1968-2005：陳普芬 博士 - 2005-0：胡經昌 先生 | 歷任執行委員會主席 - 1946-1947：蔣法賢 醫生 - 1948：沃頓 先生（Mr. S.J. Walton） - 1949-1962：侯奕純 神父 - 1962-1969：關愛睿 牧師 - 1970-2000：張永賢 律師 - 2000-2003：胡經昌 先生 - 2017-2021年9月：莫邦豪博士 - 2021年9月24日-0：陳黃穗 女士 | 歷任總幹事 - 1967-1970：周陳涵芬 女士 - 1970-1973：李林建華 女士 - 1973-1976：陳何鑑冰 女士 - 1977-1985：陳黃穗 女士 - 1985-2008：梁魏懋賢 女士 - 2008-2017：羅淑君 女士 - 2018-2023：陳健雄 先生 - 2023 -0：劉翀 先生 |

## 架構
| 贊助人 - 李家超先生，香港特別行政區行政長官 理事會 - 榮譽會長 陳兆愷 法官 胡經昌 博士 - 榮譽主席 吳彥明醫生 - 名譽顧問 黃重光醫生 許宗盛先生 - 義務法律顧問 廖健昇律師 - 會長 莫邦豪教授 | 執行委員會 - 主席 - 陳黃穗博士 - 副主席 - 林靜雯教授 - 義務秘書 - 葉柏強醫生 - 義務司庫 - 李家裕先生 - 委員 - 趙崇基先生 - 許永輝先生 - 洪雪蓮教授 - 金笑林女士 - 林彥明律師 - 羅亦華博士 - 梁光漢先生 - 梁永鏗教授 - 雷雄德博士 - 蘇家碧女士 - 陶兆銘博士 - 黃宇正先生 - 邱何恩德博士 - 楊羅觀翠教授 核數師 - 華德會計師事務所 |

## 服務
綜合服務中心
- 香港小童群益會於全港各區設立25所青少年綜合服務中心及3所兒童中心，以鄰舍中心形式為社區轉變靈活調配資源，以提供如外展、中心及學校社會工作等服務。綜合服務中心分別設於：

| - 01. 賽馬會上環青少年綜合服務中心 - 02. 賽馬會南區青少年綜合服務中心 - 03. 賽馬會南區青少年綜合服務中心（華泰分處） - 04. 賽馬會海怡青少年綜合服務中心 - 05. 賽馬會海怡青少年綜合服務中心（鴨脷洲分處） - 06. 賽馬會長沙灣青少年綜合服務中心 - 07. 賽馬會秀茂坪青少年綜合服務中心 - 08. 美孚青少年綜合服務中心 - 09. 慈雲山青少年綜合服務中心 - 10. 慈雲山青少年綜合服務中心（龍蟠苑分處） | - 11. 油塘青少年綜合服務中心 - 12. 賽馬會長亨青少年綜合服務中心 - 13. 賽馬會粉嶺青少年綜合服務中心 - 14. 賽馬會馬鞍山青少年綜合服務中心 - 15. 賽馬會馬鞍山青少年綜合服務中心（富安分處） - 16. 馬鞍山東青少年綜合服務中心 - 17. 深井青少年綜合服務中心 - 18. 賽馬會石蔭青少年綜合服務中心 - 19. 南葵涌青少年綜合服務中心 - 20. 南葵涌青少年綜合服務中心（荔景分處） | - 21. 大埔青少年綜合服務中心 - 22. 賽馬會大圍青少年綜合服務中心 - 23. 將軍澳青少年綜合服務中心 - 24. 賽馬會青衣青少年綜合服務中心 - 25. 賽馬會屯門青少年綜合服務中心 - 26. 康山兒童中心 - 27. 筲箕灣兒童中心及圖書館 - 28. 樂民兒童及家庭綜合活動中心 |

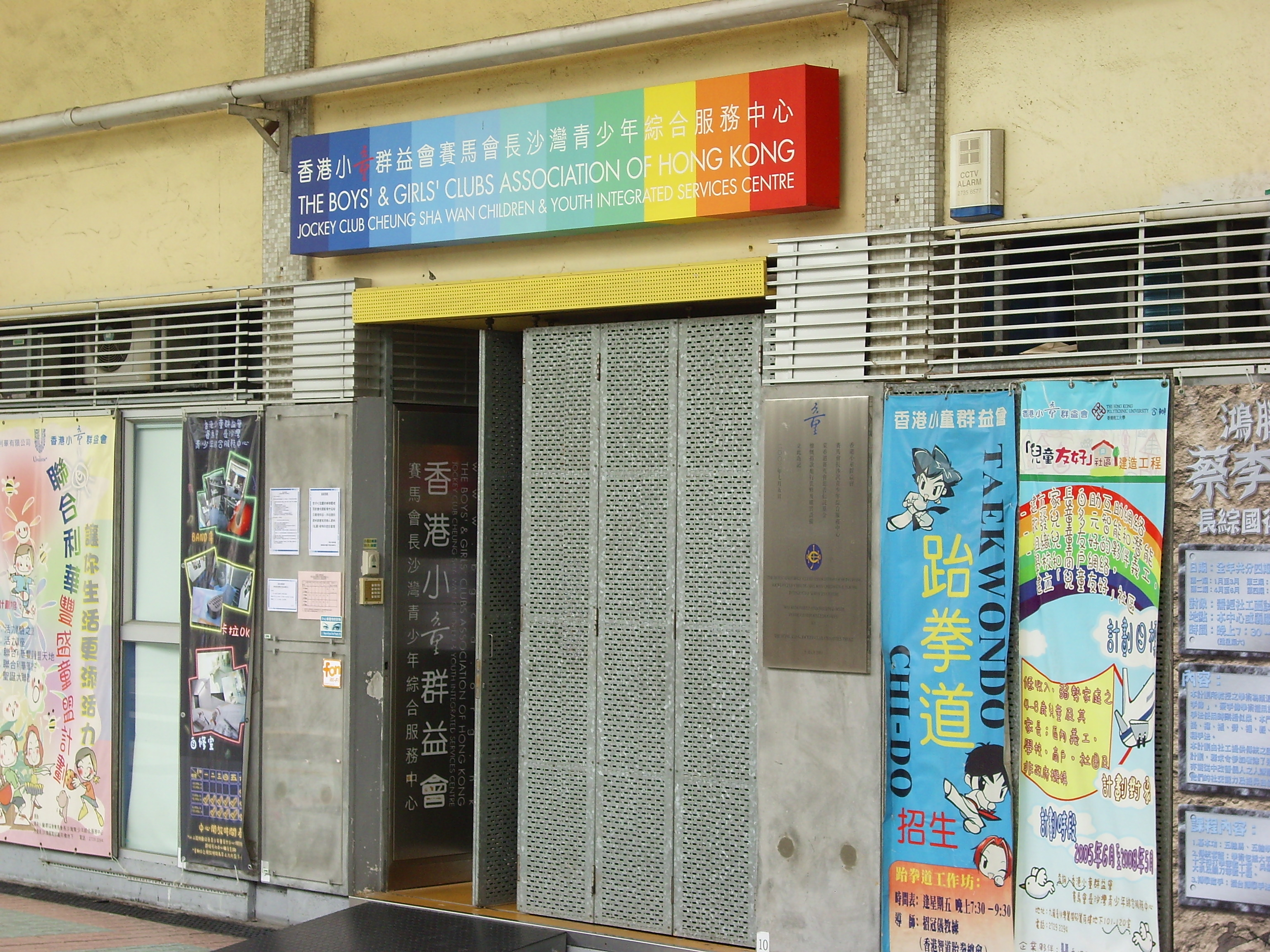
賽馬會長沙灣青少年綜合服務中心
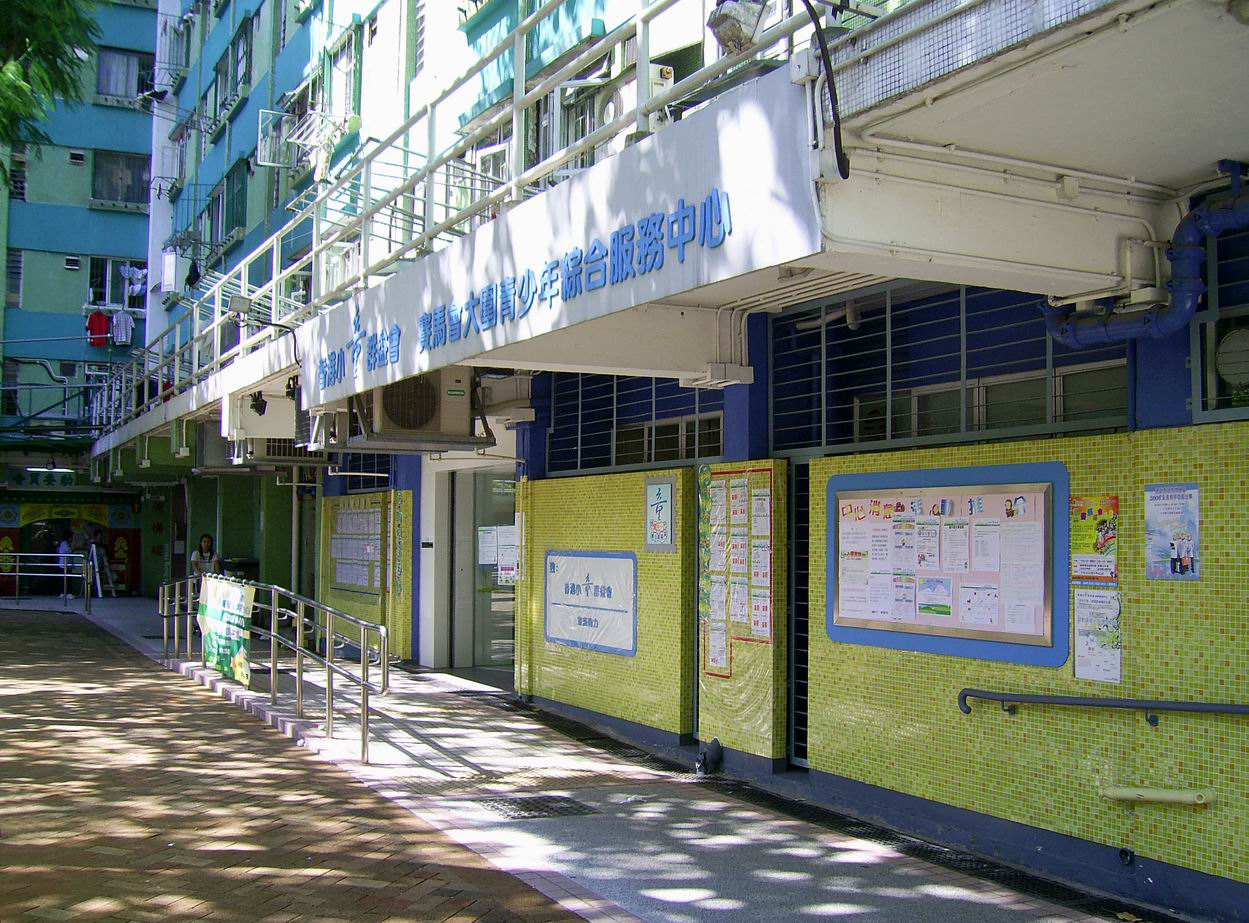
賽馬會大圍青少年綜合服務中心

社區服務
- 設有2支外展社會工作隊，分別為觀塘區及深水埗區青少年提供服務。
- 由6名專業社工所組成的「夜貓子民」東九龍夜青服務隊，於深宵時分出動，主動接觸在觀塘區及黃大仙區內流連的夜青。
- 社區支援服務計劃「青峰網」為西九龍警區（油麻地/尖沙咀警署、旺角警署、深水埗警區、九龍城警區），因干犯輕微罪行需要接受警司警誡之青少年提供輔導。
- 青少年就業支援計劃「手作仔同盟」為15-24之輟學青少年提供「行業技能訓練」、「人際關係及溝通技巧訓練」以及「歷奇訓練」等。

學前教育及服務
- 香港小童群益會轄下4間「樂緻幼兒園暨幼稚園」分別位於灣仔、九龍灣、將軍澳及黃大仙。
- 香港小童群益會於36所中學及13所小學派駐全職社工，為學生提供個案和小組輔導服務。
- 2000年推展校園危機支援計劃，協助校方預防及處理校園危機。
- 2003年5月推行「全方位校園支援計劃」，為學校提供到校式服務。

家庭生活教育
- 香港小童群益會於全港設立7所家庭生活辦事處及家庭活動中心，以家庭單位為服務對象。家庭生活辦事處及家庭活動中心分別設於：九龍城、觀塘、深水埗、沙田、荃灣及葵青、黃大仙和西貢。
- 1989年成立輔導中心，輔導中心於1991年開設「童心線」為青少年提供電話熱線輔導服務。及開設家長專線「兒童身心發展」為家長及兒童提供輔導服務。
- 香港小童群益會共設有7所「兒童之家」，提供56個宿位，為有需要的4-18歲兒童及青少年提供家舍服務。「兒童之家」分別設於：慈雲山、屯門及天水圍。
- 於西貢黃宜洲設立「白普理營」，提供營舍服務，營內設有完備的天文活動設施，推廣天文活動。

## 外部連結
- 官方网站
- 香港小童群益會的Facebook專頁